# سان خوزه د گووانیپا
سان خوزه د گووانیپا (به اسپانیایی: San José de Guanipa) یک شهر در ونزوئلا است که در Guanipa واقع شده‌است. سان خوزه د گووانیپا ۸۵٫۳۰۰ نفر جمعیت دارد.